# Velký Javorník
Velký Javorník (918 m) je hora v podhůří Beskyd, nejvyšší bod Veřovických vrchů. Hora je známé turistické místo s výhledem do širokého okolí, na vrcholu stojí turistická chata z roku 1935, která je otevřena celoročně (mimo pondělí), ale neposkytuje ubytování. Od léta 2013 je na vrcholu také nová rozhledna. Ročně na Velký Javorník vystoupí asi 30 tisíc turistů.
Za jasného počasí je z Velkého Javorníku možné vidět Lysou horu, Smrk, Kněhyni, Radhošť, Palkovické hůrky či Ondřejník. Ve směru na severozápad je výhled na částečně odtěžený vrch Kotouč a Štramberskou Trúbu. Vidět jsou i města Frenštát pod Radhoštěm, Frýdek-Místek, Nový Jičín, za dobré viditelnosti Ostrava a Havířov.

## Zajímavosti

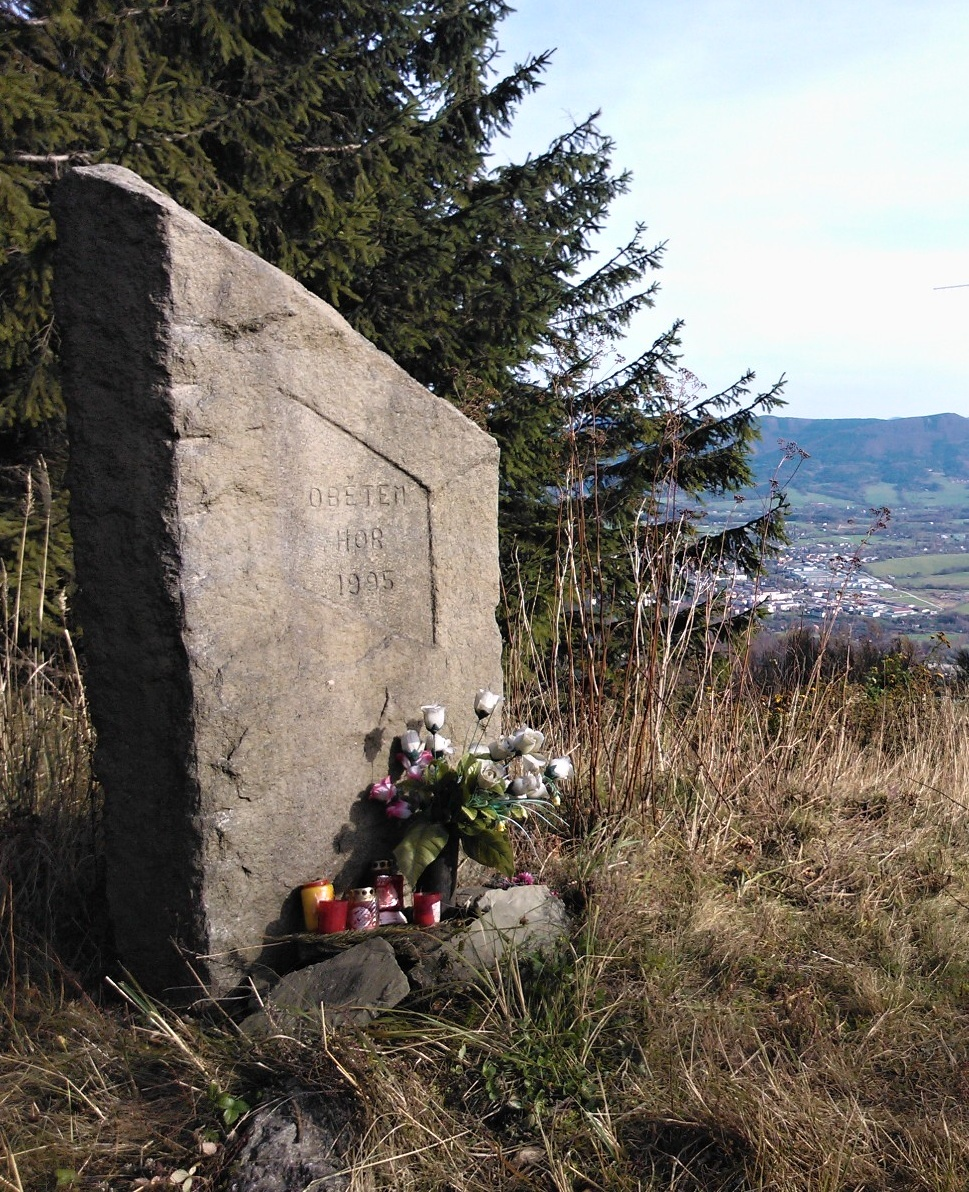
Pamětní kámen obětem hor na vrcholu Velkého Javorníku

- Na Velkém Javorníku se sbíhají katastry tří obcí - Bordovic, Veřovic a Trojanovic.
- Na severozápadních svazích hory se nachází přírodní památka Velký kámen.
- Velký Javorník je oblíbeným místem startu pro příznivce paraglidingu.
- Na Jihozápadním svahu Velkého Javorníku pramení řeka Jičínka
- Za chatou je umístěn pamětní kámen „Obětem hor"

## Historie
První turistická útulna byla na Velkém Javorníku postavena v roce 1895 za arcibiskupa Theodora Kohna, o dva roky později byla dána k dispozici Pohorské Jednotě Radhošť. V roce 1915 vyhořela. Nová byla slavnostně otevřena v roce 1935.
Na vrcholu byla také postavena rozhledna už v roce 1934 (původně se jednalo o triangulační věž). Jednalo se o třináct metrů vysokou dřevěnou věž postavenou v roce 1929 pro potřeby Zeměmeřičského úřadu a upravenou do podoby rozhledny v roce 1934. Odstraněna byla v roce 1967 kvůli havarijnímu stavu.

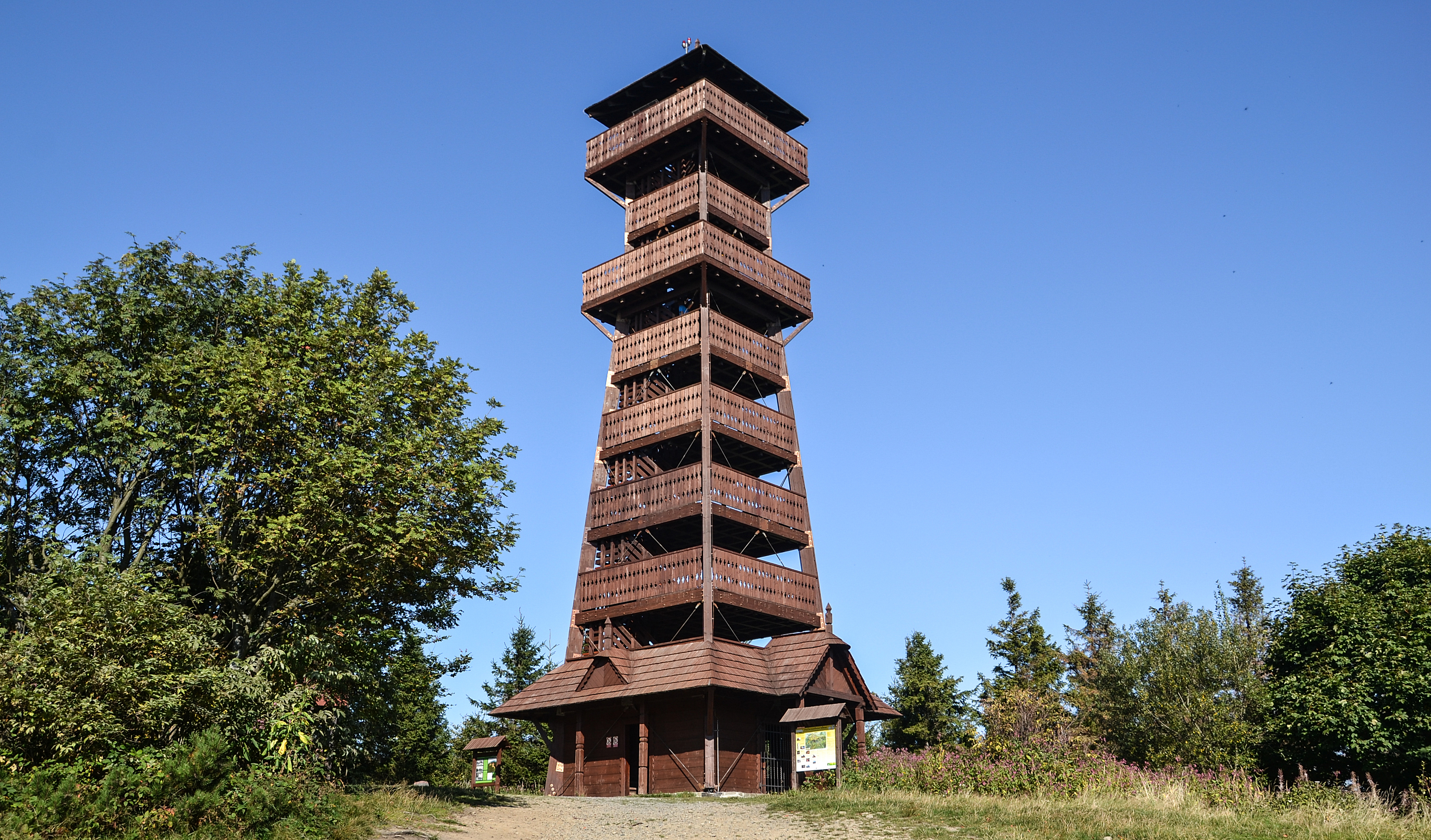
Rozhledna na Velkém Javorníku

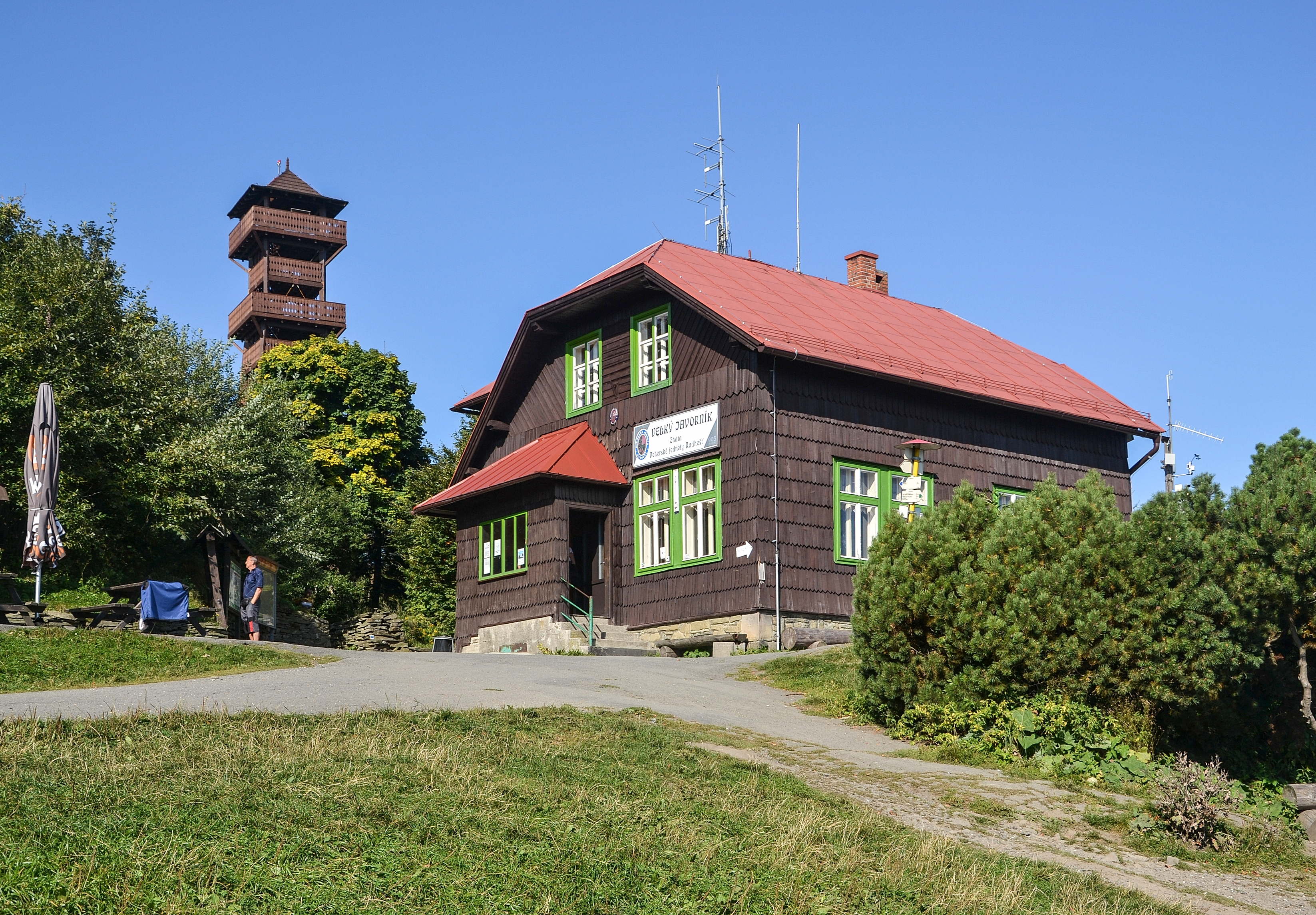
Chata a rozhledna

## Rozhledna
Na jaře roku 2012 oznámil státní podnik Lesy České republiky svůj záměr postavit na vrcholu Javorníku rozhlednu. Rozhledna byla stavěna od září 2012 do července 2013, graficky rozhlednu navrhl Václav Langer a zhotovila ji společnost Teslice s.r.o. Rozhledna byla dokončena v červenci a otevřena 15. srpna 2013. Celodřevěná stavba je vysoká 25 m a nabízí krásný výhled ze dvou vyhlídkových plošin ve výšce 15 m a 20 m. Vstup na rozhlednu je zdarma. Rozhledna je navržena ve stylu místní valašské architektury, stála 3 600 000 Kč a byla kompletně uhrazena společností Lesy ČR.

## Přístup
Na vrchol Velkého Javorníka je možné se dostat pomocí několika turistických tras:
- vede z Padolí (jihovýchodní část Veřovic) od vodní nádrže na řece Jičínce poměrně prudce do kopce až na vrchol Velkého Javorníku.
- vede z Frenštátu pod Radhoštěm. Je po ní vedena naučná stezka Velký Javorník.
- vede z Nového Jičína. Po její části je vedena naučná stezka Veřovické Vrchy z Valašského Meziříčí.
- Z Rožnova pod Radhoštěm je možné dojít po modré značce  na turistické místo Kamenárka, odkud pokračuje na Velký Javorník , nebo zvolit kratší trasu a od točny autobusu na Dolních Pasekách vyjít po asfaltové cestě na turistické místo U Pramene Jíčínky, odkud pokračuje opět .
- Z Radhoště je možné dojít po  na turistické rozcestí Malý Javorník a pokračovat po .

Na vrchol vede také asfaltová cesta, avšak výjezd je jen na povolení.

## Galerie

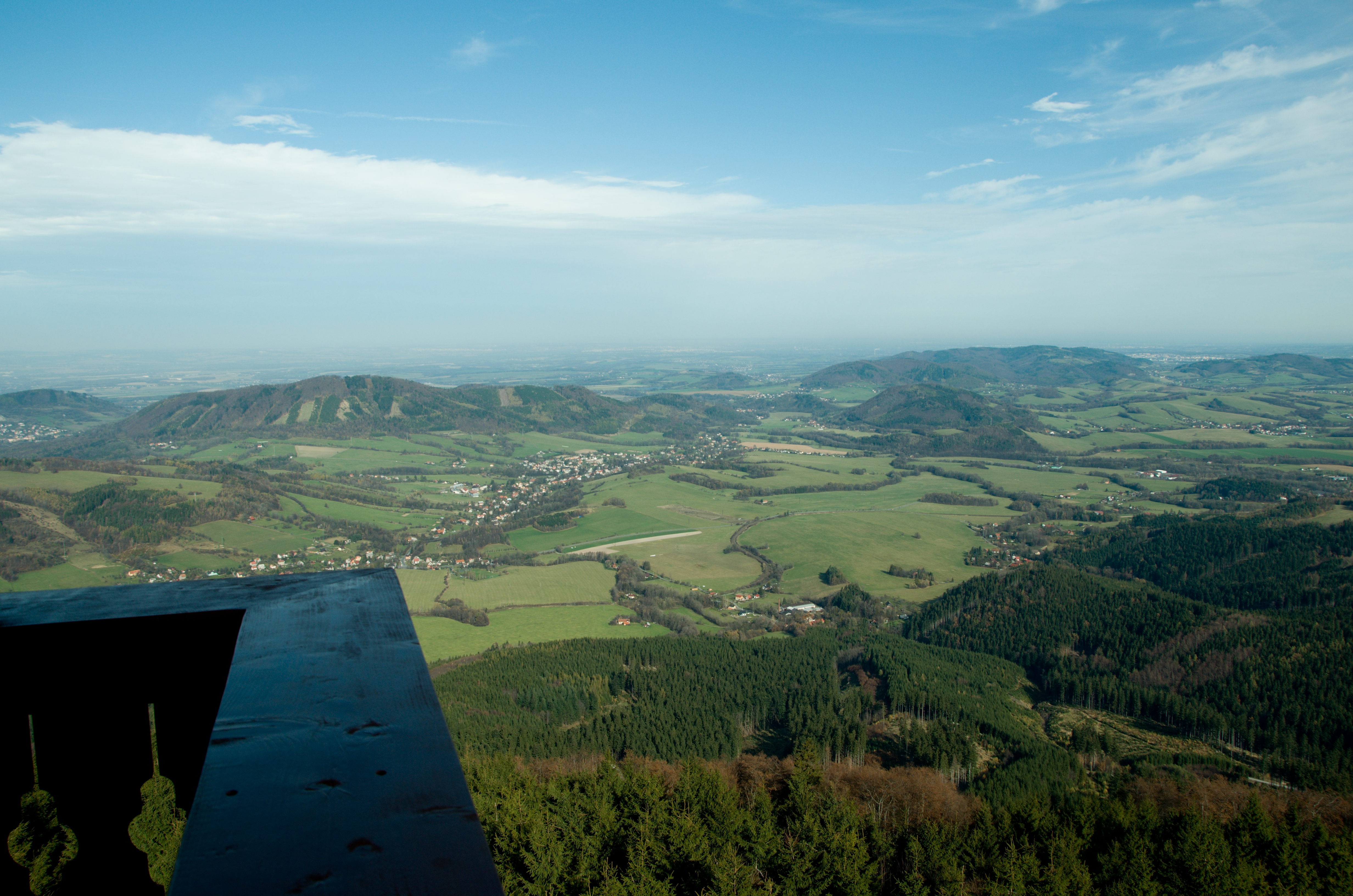
Pohled z rozhledny na sever, v pozadí Ostrava
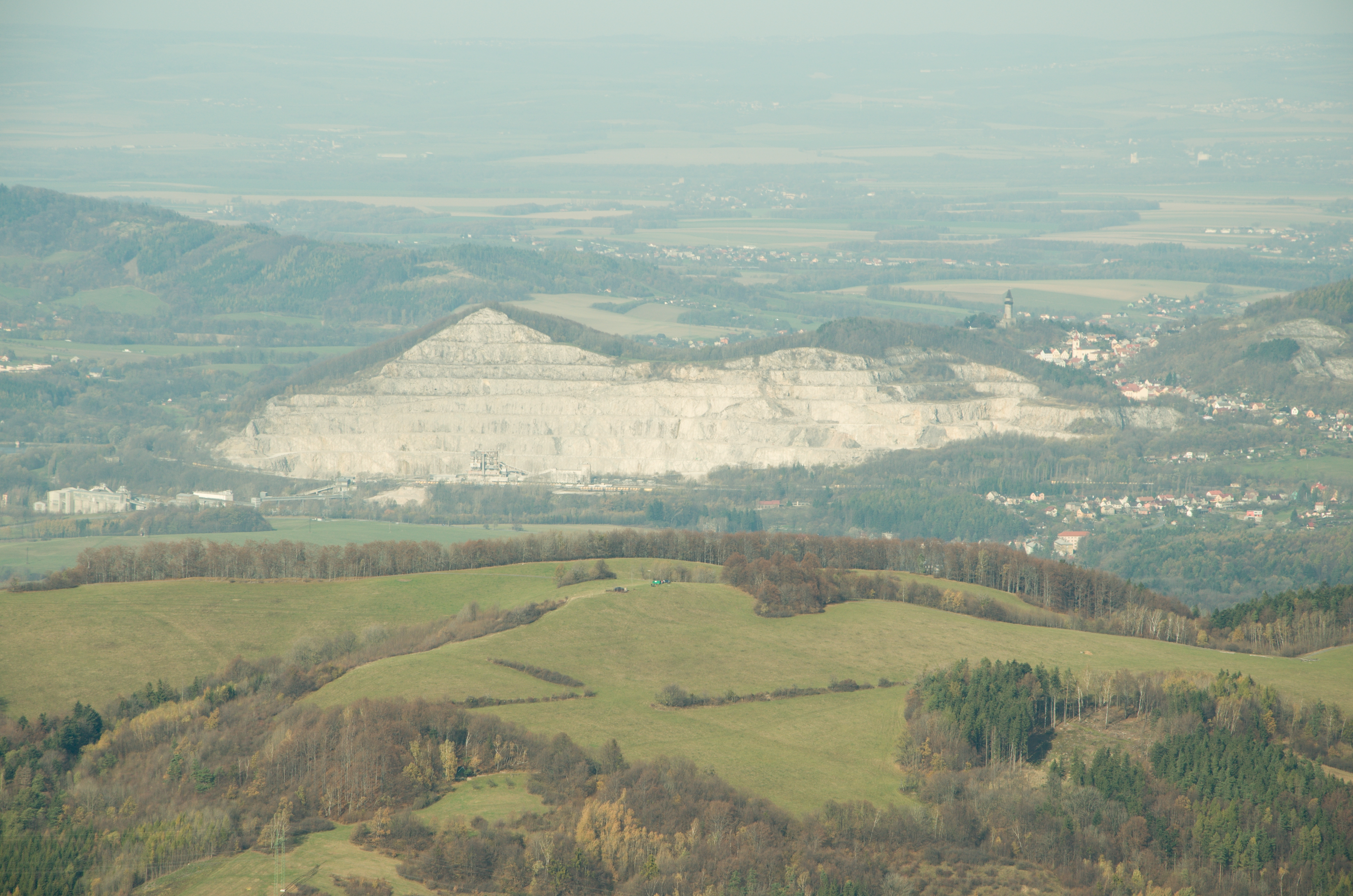
Pohled na zpola odtěžený vrch Kotouč
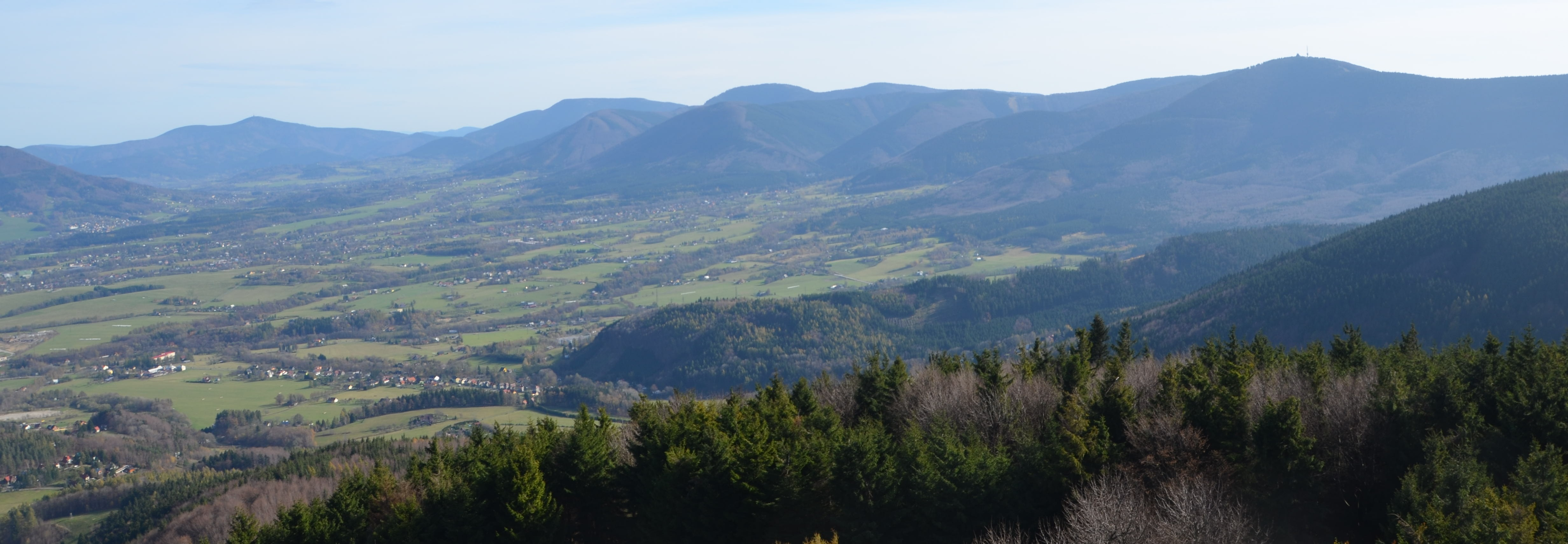
Pohled na východ, vlevo je vidět Lysá Hora, vpravo Radhošť
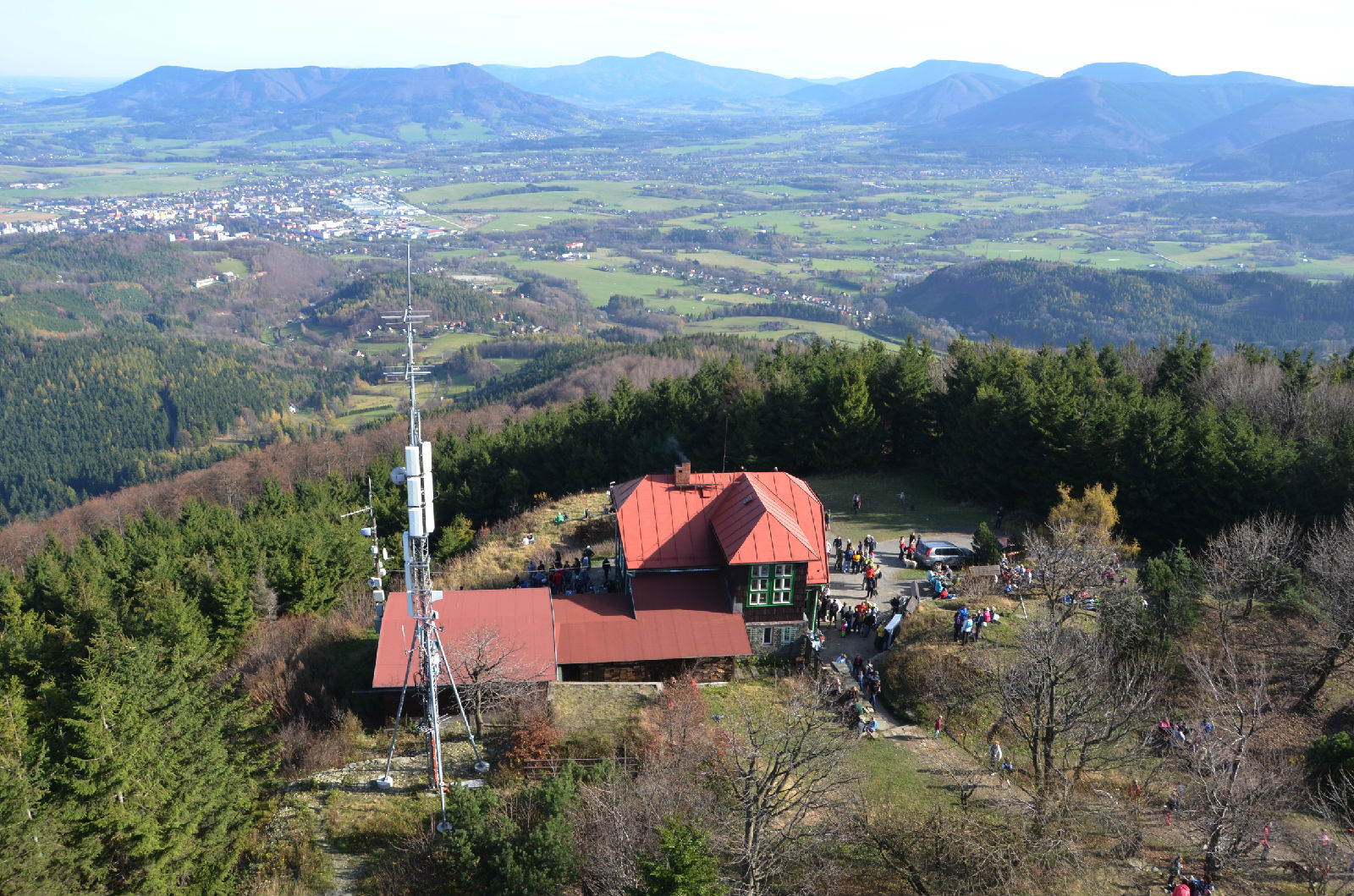
Turistická chata na Velkém Javorníku
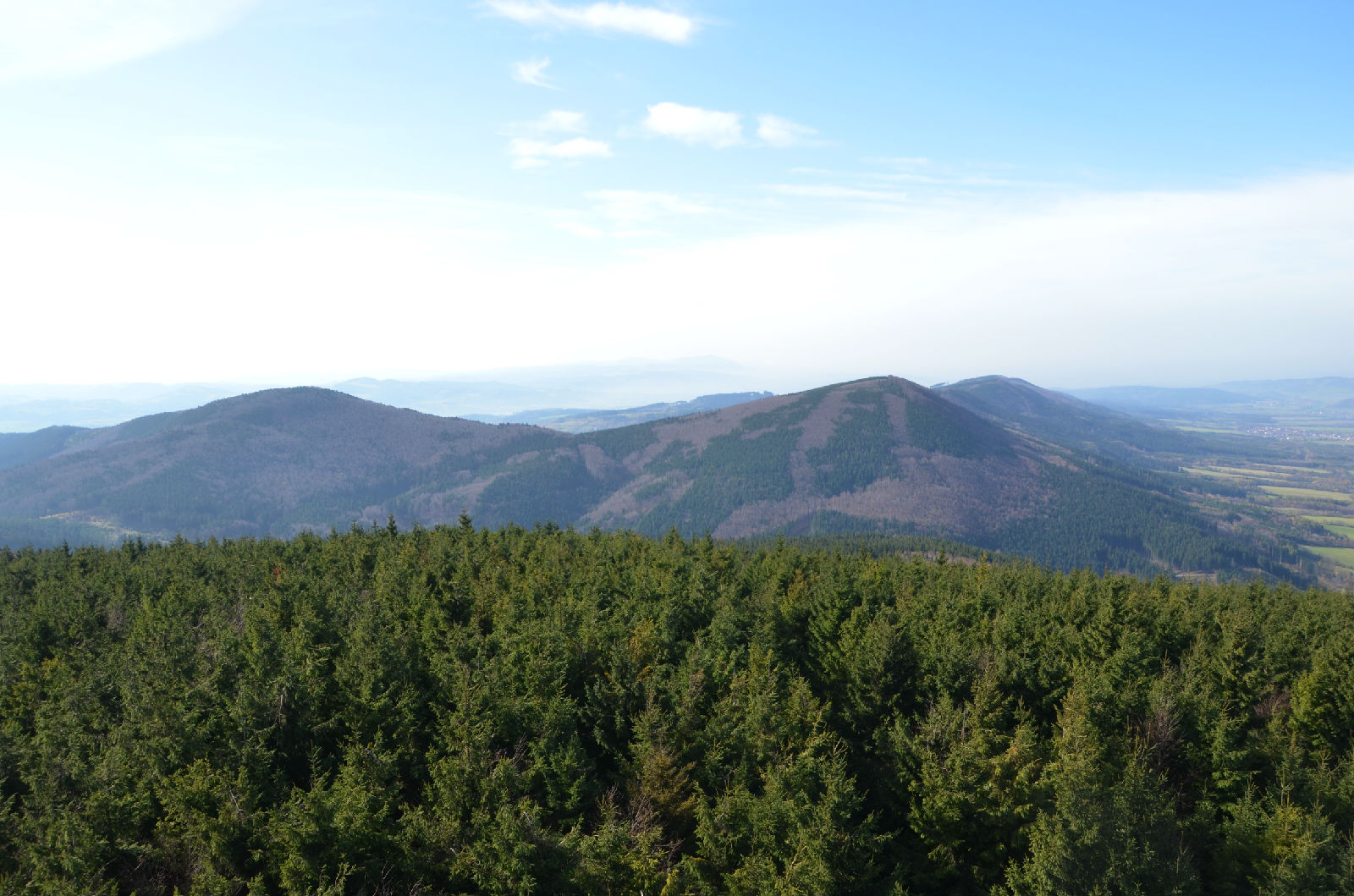
Pohled z Javorníku na Veřovické vrchy